# Borbone
I Borbone (o, come plurale, i Borboni) sono una delle più importanti e antiche case regnanti in Europa. Di origine francese, la famiglia è un ramo cadetto dell'antichissima dinastia dei Capetingi, che in seguito all'estinzione degli altri rami ereditò il trono di Francia nel 1589.
Dal XVI secolo i suoi esponenti hanno occupato, oltre a quello di Francia (1589-1792, 1814-1830 e 1830-1848) e di Navarra (1589-1791), anche i troni del Regno di Spagna (1700-1808, 1813-1868, 1874-1931, 1975-oggi), del Regno di Napoli (1734-1799, 1799-1806 e 1815-1816), del Regno di Sicilia (1700-1713, 1735-1816), del Regno di Sardegna (1700-1713 de iure, 1700-1708 e 1718-1720 de facto), del Regno delle Due Sicilie (1816-1861), del Regno d'Etruria (1801-1807), del Ducato di Parma e Piacenza (1731-1735, 1748-1802 e 1847-1859), del Ducato di Lucca (1815-1847) e del Granducato del Lussemburgo (1964-oggi). Alla famiglia dei Borbone appartengono anche personaggi di grande rilevanza storica. Su tutti, vanno ricordati Luigi XIV di Francia, noto come il Re Sole, Filippo V di Spagna, Carlo III di Spagna.
Attualmente, i Borbone reggono i troni di Spagna e del Lussemburgo.

## Storia della dinastia in Francia

Stemma reale della dinastia Borbone di Francia

Borbonese

Il suo nome deriva dal feudo di Bourbon-l'Archambault che il capostipite della famiglia, Roberto di Clermont, sesto figlio di Luigi IX il Santo, incamerò, sposando nel 1279 Beatrice, figlia dell'ultima feudataria di quella regione, Agnese di Dampierre, e di suo marito Giovanni di Borgogna. 
Il figlio di Roberto, Luigi I di Borbone, ottenne da Carlo IV nel 1327 il titolo ducale. Il nome rimase alla famiglia anche dopo la confisca del Borbonese fatta da Francesco I di Francia in seguito al tradimento del conestabile Carlo III di Borbone-Montpensier.
I rami in cui i Borbone si divisero nel Medioevo furono tre: il principale incominciato con Pietro I (1310-1356) si estinse quando la figlia di Pietro II di Borbone signore di Beaujeu, Susanna, ottenne da Luigi XII il diritto di succedere a tutti i beni dei genitori e sposò il cugino Carlo appartenente al ramo cadetto di Borbone-Montpensier. La terza linea risale a un nipote di Roberto, Giovanni di La Marche, il quale in seguito al matrimonio con la sorella dell'ultimo conte di Vendôme, Bouchard VII, fondò il ramo dei Borbone-Vendôme, che pervenne al trono di Francia con Enrico IV nel 1589, dando inizio alla dinastia reale dei Borbone di Francia.
Dal XVI secolo questa famiglia assurse a grande importanza e divenne una delle protagoniste della storia d'Europa: continuò con successo la lotta contro gli Asburgo incominciata dai Valois, completò l'unificazione della Francia e fino al 1848 si identificò quasi con la storia di questa. A questa famiglia appartennero alcuni sovrani di eccezionale importanza quali Enrico IV e Luigi XIV.
La famiglia sopravvive in Francia col ramo degli Orléans, sorto con Filippo (1640-1701), secondogenito di Luigi XIII. I Borbone d'Orléans, dopo aver tenuto la reggenza di Francia (1715-1723) durante la minorità di Luigi XV, salirono al trono nel 1830 con Luigi Filippo, esponente delle tendenze liberali del tempo contro quelle reazionarie del ramo primigenio. Con la morte di Enrico, conte di Chambord, ultimo rappresentante del ramo primigenio nel 1883, il ramo degli Orléans è rimasto pretendente al trono di Francia.
Linee collaterali minori dei Borbone furono quella dei Condé, derivata da Luigi I di Borbone-Condé, zio di Enrico IV, e quella dei Borbone-Conti, derivazione della precedente. Esponenti di entrambi i rami furono attivi sostenitori dell'opposizione nobiliare al tempo della Fronda. I più noti principi furono Luigi II di Borbone-Condé, detto il Gran Condé, e Luigi Enrico che fu primo ministro di Luigi XV. Il ramo dei Condé si estinse nel 1830 e quello dei Conti nel 1814. Altro ramo tuttora esistente, ma considerato illegittimo, è quello dei Borbone-Busset derivante da Luigi, vescovo di Liegi, morto nel 1482.
Un ramo breve, ma famoso, fu quello dei duchi di Vendôme-Mercoeur, incominciato da un figlio illegittimo di Enrico IV e di Gabrielle d'Estrées.

## Rami collaterali
- Borbone (Roberto, Conte di Clermont) 
  - Borbone-La Marche (Giacomo I, conte di La Marche)
    - Borbone-Préaux (Giacomo I, signore di Préaux)
    - Borbone-Vendôme (Luigi I, conte di Vendôme)
      - Borbone-Montpensier (seconda casata) (Luigi, principe di La Roche-sur-Yon)
      - Borbone-Saint Pol (Francesco, conte di Saint-Pol)
      - Borbone-Condé (Luigi I, principe di Condé) 
        - Borbone-Conti (Armando, principe di Conti)

      - Borbone-Francia (Enrico IV, Re di Francia)
        - Borbone-Vendôme (Cesare, duca di Vendôme, illegittimo)
        - Borbone-Orléans (prima casata) (Gastone, duca d'Orléans)
        - Borbone-Orléans (seconda casata) (Filippo I, duca d'Orléans (Acceduto al trono con Luigi Filippo)
          - Orléans-Braganza (Gastone d'Orléans, consorte Imperiale del Brasile)
          - Orléans-Galliera (Antonio d'Orléans, duca di Montpensier)

        - Borbone-Dombes (Luigi Augusto, duca del Maine, illegittimo)
        - Borbone-Penthièvre (Luigi Alessandro, conte di Tolosa, illegittimo)
        - Borbone-Spagna (Filippo V, re di Spagna) 
          - Borbone-Parma (Filippo I, duca di Parma) 
            - Borbone-Lussemburgo (Giovanni, granduca di Lussemburgo)

          - Borbone delle Due Sicilie (Ferdinando I delle Due Sicilie)

    - Borbone-Carency (Giovanni I, signore di Carency)
      - Borbone-Duisant (Filippo I, signore di Duisant)

  - Borbone-Montpensier (prima casata) (Luigi I, conte di Montpensier)
  - Borbone-Roussillon (Luigi, conte di Roussillon, illegittimo)
  - Borbone-Lavedan (Carlo, visconte di Lavedan, illegittimo)
    - Borbone-Malause (Enrico, barone di Malause)
    - Borbone-Basian (Gastone, barone di Basian)

  - Borbone-Busset (Pietro, barone di Busset, illegittimo)

### Borbone di Francia

Stendardo della famiglia reale francese (il re aveva invece un drappo bianco)

Prima dell'insediamento in Francia dei Borbone, la famiglia reale era quella dei Valois, che durante le guerre di religione aveva perso molti territori, come la regione del Midi-Pyrénées. Questi fatti avevano tolto ai Valois molto consenso nell'opinione pubblica.
La dinastia borbonica assunse rilevanza in Francia con Enrico IV, che sposò Margherita di Valois (detta La Reine Margot), ma s'insediò nel 1589 dopo la guerra dei tre Enrichi. Enrico di Borbone era il sovrano del piccolo regno della Navarra; discendente per linea maschile da Luigi IX di Francia, Enrico III, re di Francia, lo nominò suo erede, a discapito di Enrico di Guisa.
Enrico di Borbone, di fede ugonotta, per farsi accettare dai francesi dovette dichiararsi cattolico. In quell'occasione pronunciò la famosa frase «Parigi val bene una messa», per indicare la sua scarsa convinzione. Nel 1598, il re emanò il famoso editto di Nantes, che proclamava la libertà religiosa in Francia.
Poco dopo divise l'ex regno in due parti, la parte meridionale andò alla Spagna, mentre quella settentrionale andò alla Francia: questo era il prezzo per la pace e la riconquista del sud della Francia.
Morì per mano di un fanatico religioso nel 1610, dopo 21 anni di regno. Gli successe il figlio, ancora bambino, Luigi XIII. La dinastia dei Borbone manterrà il potere fino alla Rivoluzione francese e alla decapitazione di Luigi XVI (gennaio 1793), anche se dopo Napoleone ci furono altri due monarchi appartenenti a questa dinastia: Luigi XVIII e Carlo X.
Il più grande esponente di questa dinastia fu Luigi XIV, "il Re Sole", che regnò dal 1643 al 1715 e che fu artefice di una complessa politica militare, che accrebbe la potenza della Francia all'interno dell'Europa. Infatti la Francia, durante il suo regno, conquistò molti territori al Sacro Romano Impero, che perse nel 1697, con la pace di Rijswick fatta eccezione per la città di Strasburgo, prima città da lui conquistata. Miglior sorte ebbe la politica coloniale: oltre a potenziare le compagnie mercantili francesi, s'impadronì del Senegal. Con la guerra di successione spagnola (1701-1714), i Borbone si insedieranno anche sul trono di Spagna con Filippo V, nipote di Luigi XIV.

### Borbone di Spagna

Stemma della Casa Reale spagnola (1700-1761)

Altri rami della famiglia Borbone si stabilirono a partire dal XVIII secolo su troni stranieri.
Il primo fu quello dei Borbone di Spagna. Capostipite Filippo V, nipote di Luigi XIV, il quale, nominato erede nel testamento di Carlo II, fu proclamato re di Spagna il 2 ottobre 1700; egli tuttavia fu riconosciuto dalle monarchie europee solo con i trattati di Utrecht e di Rastatt, che ponevano fine alla cosiddetta guerra di successione spagnola (1701-1714).
I sovrani di questa famiglia, il cui unico esponente ricco di personalità fu Carlo III (1759-1788), già sovrano fino al 1759 di Napoli e di Sicilia con il nome di Carlo di Borbone), attraversarono periodi burrascosi; due volte furono detronizzati (1808 e 1868), dovettero affrontare guerre civili (guerre carliste) e abbandonare la Spagna nel 1931 pur senza rinunziare ai propri diritti. Infatti i Borbone sono tornati sul trono con Juan Carlos I, figlio del pretendente Giovanni, che, designato dal 1969 come successore del generale Francisco Franco, è diventato re di Spagna nel 1975.
Juan Carlos ha abdicato nel giugno 2014, dopo 39 anni di regno, in favore del figlio Felipe, che è divenuto nuovo re di Spagna col nome di Filippo VI.

### Borbone - Due Sicilie

Stemma dei Borbone-Due sicilie

Il principale ramo italiano fu quello dei "Borbone della Real Casa delle Due Sicilie", fondato nel 1734 dal figlio di Filippo V di Spagna e di Elisabetta Farnese, il già citato Carlo di Borbone. 
Asceso quest'ultimo al trono di Spagna (1759) con il nome di Carlo III, dopo un governo a Napoli che passò alla storia per le sue riforme riparatrici di malanni secolari, gli succedette il figlio terzogenito Ferdinando IV di Napoli (III di Sicilia), che, tornò in possesso dei due Regni in seguito al Trattato di Casalanza firmato presso Capua del 20 maggio 1815, li unificò nel dicembre 1816 e assunse il nome di Ferdinando I delle Due Sicilie e regnò lungamente fino al 1825, tranne che per due brevi interruzioni, sulla parte continentale del regno, nel 1799 (Repubblica Partenopea) e nel 1806-1815 (regni di Giuseppe Bonaparte e di Gioacchino Murat).
A lui seguirono fino al 1860, anno in cui il Regno delle Due Sicilie fu annesso al Regno di Sardegna, Francesco I (1825-1830), Ferdinando II (1830-1859) e Francesco II (1859-60), ultimi sovrani che guidarono il regno meridionale d'Italia, prima dell'Unità.
La dinastia:
- Carlo (1716 - 1788), Re di Napoli e della Sicilia dal 1734 al 1759
- Ferdinando IV (1751 - 1825), Re di Napoli e III di Sicilia dal 1759 al 1815, diviene Re delle Due Sicilie col nome di Ferdinando I dal 1816 al 1825
- Francesco I (1777 - 1830), Re delle Due Sicilie dal 1825 al 1830
- Ferdinando II (1810 - 1859), Re delle Due Sicilie dal 1830 al 1859
- Francesco II (1836 - 1894), Re delle Due Sicilie dal 1859 al 1860, quando viene esiliato
- Alfonso (1841 - 1934), Conte di Caserta dal 1841, Capo della Real Casa e Duca di Castro dal 1894 al 1934
- Ferdinando Pio (1869 - 1960), Duca di Calabria dal 1894 al 1934, Capo della Real Casa e Duca di Castro dal 1934 al 1960
- Alfonso Maria (1901-  1964) capo della Real Casa Due Sicilie dal 1960 al 1964, Conte di Caserta, Sovrano Gran Maestro e Infante di Spagna
- Carlo Maria (1938 - 2015), Duca di Calabria, Conte di Caserta, Infante di Spagna. Capo della Real Casa dal 1964 al 2015
- Pietro (1968), Duca di Calabria, Conte di Caserta dal 2015 ad oggi

Il Regno di Spagna (sentenza del Consiglio di Stato del 1984) e altre casate europee (Parma, Portogallo, Orleans, Austria e altre case reali non più regnanti in Europa) riconoscono come attuale Capo della Real Casa Borbone delle Due Sicilie S.A.R. il Principe  Don Pietro di Borbone-Due Sicilie e la sua discendenza maschile col primogenito S.A.R. Don Jaime, Duca di Noto e non suo cugino Carlo, Duca di Castro e nipote di Ranieri Maria Gaetano di Borbone-Due Sicilie, benché pretendente al titolo di Capo della Real Casa in funzione della disputa dinastica sorta alla morte di Ferdinando Pio di Borbone-Due Sicilie.

### Borbone di Parma

Stemma dei Borbone-Parma (1748–1802)

Ultimo ramo sorto fu quello dei Borbone di Parma, di cui fu capostipite il figlio cadetto di Filippo V, don Filippo (1720-1765), il cui nipote Ludovico I dovette scambiare il Ducato di Parma col Regno di Etruria per l'imposizione di Napoleone Bonaparte nel 1801.
Spodestata anche da questo trono, la famiglia dei Borbone-Parma al Congresso di Vienna ottenne il Ducato di Lucca, in attesa di potere riottenere, alla morte di Maria Luisa d'Asburgo-Lorena, quello di Parma. Ciò si verificò nel 1847 con Carlo II che, dopo un periodo di regno travagliato, abdicò nel 1849. Il suo successore Carlo III fu ucciso nel 1854 e l'ultimo duca, il piccolo Roberto, fu rovesciato dalla rivoluzione del 1859 che portò all'unificazione italiana.
Il ramo prospera tuttora e, dal 1964, alcuni nipoti di Roberto sono Granduchi del Lussemburgo per il matrimonio avvenuto tra la granduchessa Carlotta del Lussemburgo e il principe Felice di Borbone-Parma.

#### Borbone del Lussemburgo
I Borbone del Lussemburgo sono un ramo cadetto dei Borbone di Parma, e sono sorti come ramo nel 1964, allorché Giovanni di Borbone-Parma, figlio della granduchessa Carlotta, è salito al potere nel Granducato del Lussemburgo. Giovanni ha mantenuto il potere come granduca fino al 2000, allorquando ha abdicato in favore del figlio Enrico, che è attualmente il granduca regnante. Dal 1986, in seguito alle tensioni conseguenti al matrimonio non paritario dell'allora Granduca ereditario Enrico, questo ramo della famiglia ha rinunciato all'appartenenza ai Borbone, riconoscendosi nella dinastia degli Nassau-Weilburg ed assumendo il titolo di principi del Lussemburgo in vece di quelli legati al patrimonio dinastico dei Borbone-Parma.

### Borbone-Orléans

Stemma dei Borbone-Orléans)

Ramo della famiglia generatosi da Filippo I di Borbone-Orléans, figlio minore del re di Francia Luigi XIII, e quindi fratello del Re Sole Luigi XIV. I membri di questa famiglia furono sempre vicini alla famiglia reale, fino a costituirsi in una sorta di dinastia ombra. Se Filippo II di Borbone-Orléans fu reggente durante la minore età di Luigi XV, all'epoca della Rivoluzione francese, l'allora duca di Orléans, Luigi Filippo, detto Filippo Égalité, fu l'unico aristocratico di sangue reale a sostenere attivamente la rivoluzione, fino al punto di votare a favore dell'esecuzione del cugino Luigi XVI, attirando così su di sé e sui suoi discendenti l'odio di una gran parte dei monarchici francesi. Egli stesso, tuttavia, venne condannato alla ghigliottina.
Nel 1830, a seguito della Rivoluzione di luglio che portò alla nuova cacciata di Carlo X, la casa d'Orléans divenne regnante con il "re borghese" Luigi Filippo, figlio di Filippo Égalité: egli regnò come monarca costituzionale, con il titolo di re "dei Francesi" e non più "di Francia", ma fu costretto ad abdicare a seguito della Rivoluzione del 1848. Tuttora i suoi discendenti, fiorenti, sono i pretendenti al trono di Francia.

### Linee minori
- Borbone-La Marche (estinta)
- Borbone-Montpensier (estinta)
- Borbone-Condé (estinta)
- Borbone-Conti (estinta)
- Borbone-Orléans-Braganza (chiamata Casa di Orléans-Braganza)
- Borbone-Orléans-Galliera (morganatica; chiamata Casa di Orléans-Galliera)
- Borbone-Siviglia
- Borbone-Busset (illegittima)
- Borbone-Vendôme (illegittima; estinta)
- Borbone del Maine (illegittima)
- Borbone-Penthièvre (illegittima)